# Rainer Oefelein

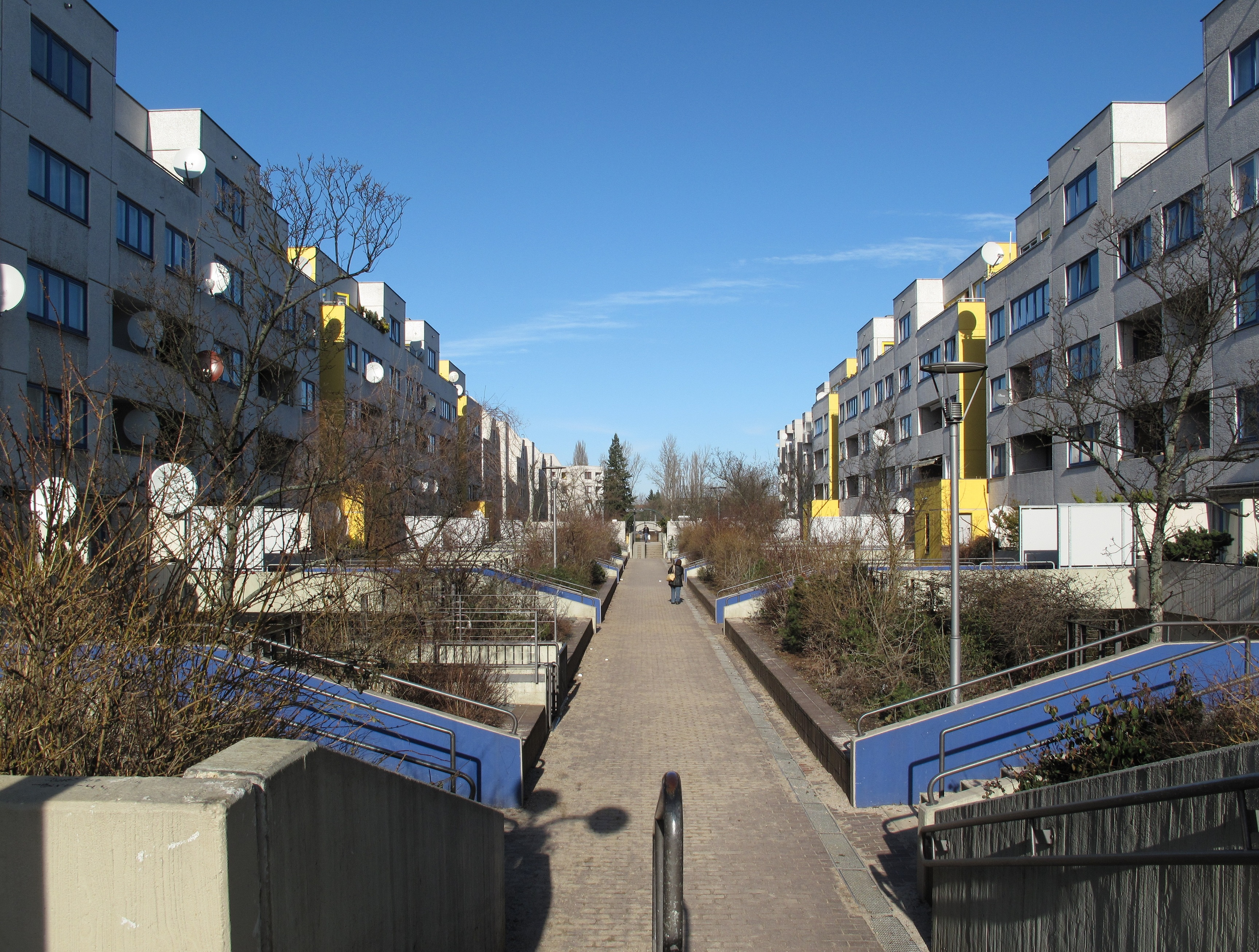
High-Deck-Siedlung

Rainer Oefelein (* 23. August 1935 in Dresden; † 19. Januar 2011 in Kremmen) war ein deutscher Architekt und Hochschullehrer, er lehrte als Professor für Baukonstruktion an der Technischen Fachhochschule Berlin.
Oefelein entwarf und realisierte mehrere Wohnungsbauprojekte in Berlin, darunter die Pfarrland-Siedlung in Rudow und als sein größtes Projekt die High-Deck-Siedlung in Neukölln. Das Konzept der Großsiedlung mit heute rund 6000 Bewohnern (Stand 2011) galt zu ihrer Bauzeit in den 1970er und 1980er Jahren als städtebaulich innovativ. In seinen letzten Lebensjahren beteiligte er sich an den Forschungen zur Reinstallation des Pilgerweges Berlin-Wilsnack.

## Werdegang
Rainer Oefelein studierte in München und Berlin Architektur. Zwischen 1965 und 1970 arbeitete er als wissenschaftlicher Assistent und Lehrbeauftragter an der Technischen Universität Berlin. 1980/1981 war er Dozent an der Hochschule der Künste Berlin. 1993 erhielt er eine Professur für Baukonstruktion an der Technischen Fachhochschule Berlin.
Daneben arbeitete er seit 1968 als freischaffender Architekt, in den 1970er Jahren in einer Architektengemeinschaft mit dem Architekten Bernhard Freund. Die Sozietät war vor allem im Städtebau und Wohnungsbau in Berlin tätig. 1987 nahm Oefelein an der Internationalen Bauausstellung Berlin teil. 2005 war er Teilnehmer der internationalen Fotoausstellung (Iza Dokumenta) in Poreč, Kroatien, und 2006 einer Wanderausstellung der Brandenburger Architektenkammer. Daneben forschte er seit 2004 zur Reinstallation des Pilgerweges Berlin-Wilsnack und organisierte begleitende Ausstellungen in Havelberg, Potsdam, Bernau und Berlin. Er war zudem 1. Vorsitzender der 2006 gegründeten St. Jakobusgesellschaft Berlin-Brandenburg e. V., die sich der Erforschung, Erhaltung und Pflege des mit dem Jakobsweg und der örtlichen Wallfahrtstraditionen in Verbindung stehenden Kulturgutes und religiösen Brauchtums widmet.
Oefelein starb am 19. Januar 2011 im Alter von 75 Jahren in seinem Wohnort Kremmen. Er wurde auf dem Friedhof in den Kisseln in Berlin-Spandau beigesetzt.

## Bauten (Auswahl)

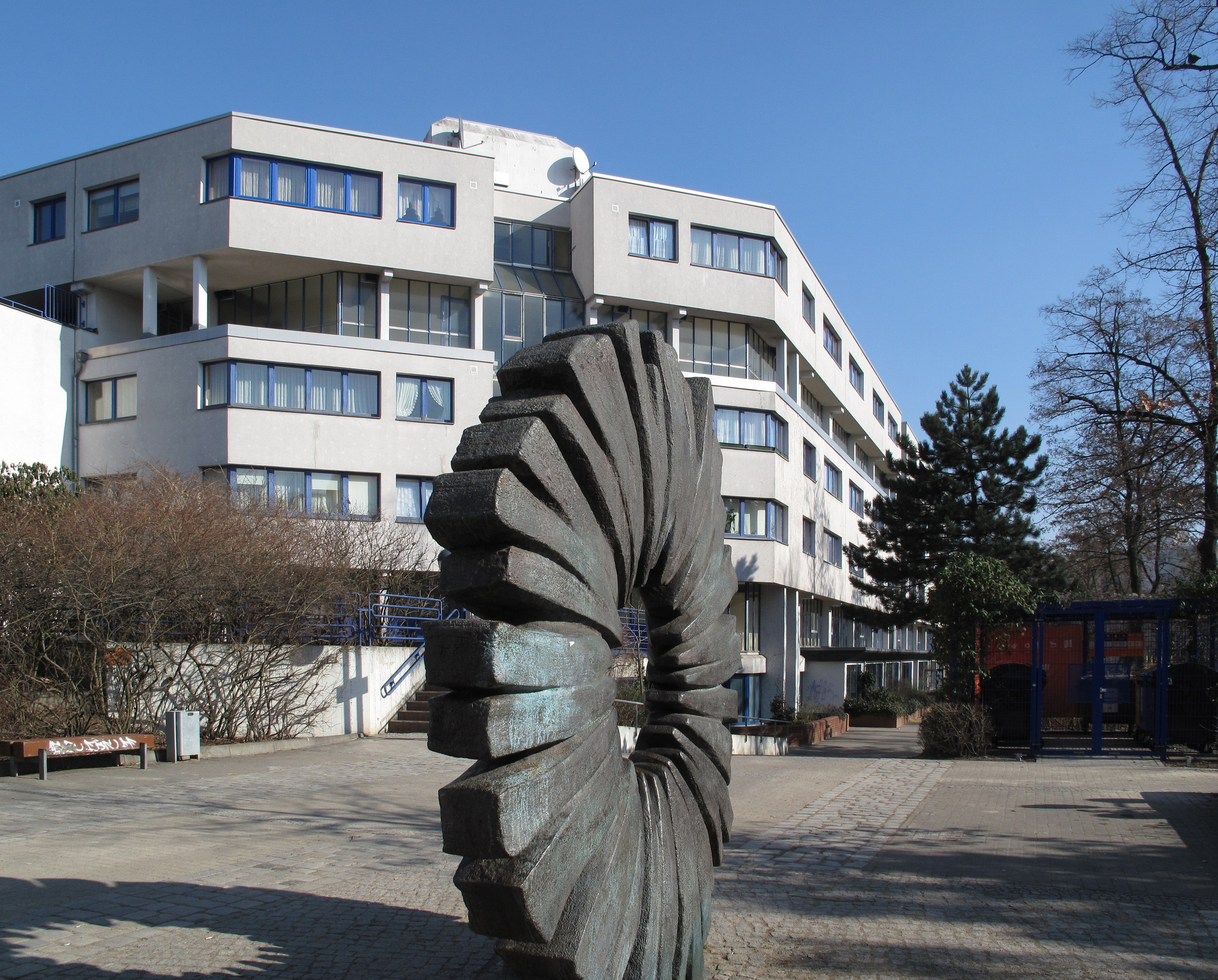
Rollbergsiedlung

1970 gewannen Oefelein und Freund einen städtebaulichen Wettbewerb des West-Berliner Senats zur Errichtung einen Großwohnsiedlung im Rahmen des Sozialen Wohnungsbaus beiderseits der Sonnenallee im Südosten Berlin-Neuköllns. Das vorgelegte und in den 1970er und 1980er Jahren realisierte Konzept wandte sich gegen das in Berlin zu dieser Zeit gängige Hochhaus-Konzept der „Urbanität durch Dichte“ wie im Märkischen Viertel oder in der Gropiusstadt und setzte auf eine baulich-funktionale Trennung von Fußgängern und Autoverkehr. Hochgelagerte, begrünte Wege, die High-Decks, verbinden in der nach ihnen benannten High-Deck-Siedlung die überwiegend fünf- bis sechsgeschossigen Gebäude. Die Straßen mit Stellplätzen und Garagen liegen unter den High-Decks. Die Siedlung wurde in der Öffentlichkeit und von Architekten als positives und innovatives Beispiel neuen Wohnungsbaus hochgelobt. Bereits in den 1990er Jahren galt das städtebauliche Konzept allerdings als gescheitert. Die High-Decks blieben meist menschenleer und die gewünschte multifunktionale Kommunikationszone hat sich nicht herausgebildet.
Rainer Oefelein sagte 1987 in einem Interview, es hätte „schlechteres“ als die High-Deck-Siedlung gegeben und insgesamt betrachte er die Lösung als für die damalige Zeit „zufriedenstellend“, aber bereits bei seinem nächsten Großprojekt, der Pfarrland-Siedlung in Berlin-Rudow, habe er die Lehren aus den Defiziten der High-Deck-Siedlung gezogen. Auch die Pfarrland-Siedlung ging auf einen gewonnenen Wettbewerb (1980) zurück. Sie entstand 1985 an der Rudower Höhe im Stil einer Gartenstadt mit rund 500 Mietwohnungen in Form von Stadtvillen. Landschaftsgestalter statteten die Siedlung mit viel Grün und einem Grünzug bis zur Rudower Höhe, einem 70 Meter hohen künstlichen Trümmerberg, aus. Mit 280 Gärten verfügten die Wohnungen über mehr Gärten als die Schrebergartensiedlung, auf der die Gartenstadt entstanden war.
Unter den weiteren Berliner Bauten und Projekten Rainer Oefeleins befinden sich die Sanierung und weitgehende Neuerrichtung der Neuköllner Rollbergsiedlung (1980er Jahre) – wie die High-Deck-Siedlung heute ein Sozialer Brennpunkt mit Quartiersmanagement –, ferner ein Wohn- und Geschäftshaus am Kurfürstendamm (ab 1980), die Doppelsporthalle an der Hohenstaufenstraße (ab 1991) und die Wohnungsbauten am Schöneberger Nelly-Sachs-Park (ab 1994). 1994–1996 entstand in Berlin-Pankow die Siedlung Kastanienallee/Eschenalle nach Oefeleins Plänen. Zu seinen wenigen Bauten außerhalb Berlins zählen unter anderem elf Reihenhäuser serieller Fertigung in Erkrath-Hochdahl bei Düsseldorf (ab 1977) und sieben Reihenhäuser im Rahmen der Europäischen Bauausstellung in Bonn-Hardtberg (ab 1978).

## Schriften
- Brandenburg. Mittelalterlicher Pilgerweg Berlin–Wilsnack-Tangermünde. 2. Auflage, Conrad Stein, Welver 2008, ISBN 978-3-86686-189-3. (= Outdoor Handbuch, Band 189.)